# Вуйтово (гміна Кольно)
Вуйтово (пол. Wójtowo, нім. Voigtsdorf) — село в Польщі, у гміні Кольно Ольштинського повіту Вармінсько-Мазурського воєводства.
Населення — 78 осіб (2011).
У 1975-1998 роках село належало до Ольштинського воєводства.

## Демографія
Демографічна структура станом на 31 березня 2011 року:
|          | Загалом | Допрацездатний вік | Працездатний вік | Постпрацездатний вік |
| -------- | ------- | ------------------ | ---------------- | -------------------- |
| Чоловіки | 39      | 13                 | 21               | 5                    |
| Жінки    | 39      | 7                  | 20               | 12                   |
| Разом    | 78      | 20                 | 41               | 17                   |